# Bukit Bensu
Bukit Bensu är ett berg i Indonesien.   Det ligger i provinsen Aceh, i den västra delen av landet, 1 600 km nordväst om huvudstaden Jakarta. Toppen på Bukit Bensu är 870 meter över havet.
Terrängen runt Bukit Bensu är kuperad åt nordost, men åt sydväst är den bergig. Trakten runt Bukit Bensu är nära nog obefolkad, med mindre än två invånare per kvadratkilometer. I omgivningarna runt Bukit Bensu växer i huvudsak städsegrön lövskog.